# 善行駅

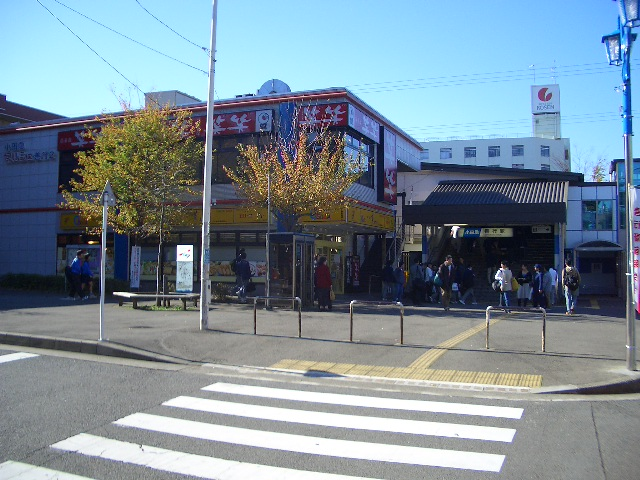
東口（2004年11月）

善行駅（ぜんぎょうえき）は、神奈川県藤沢市善行一丁目にある、小田急電鉄江ノ島線の駅である。駅番号はOE 11。
縁起の良い駅名として、以前は記念入場券が発売されていた。

## 歴史

### 年表
- 1960年（昭和35年）10月1日：善行団地開発開始に伴い、開設。各停の停車駅となる。
  - 駅建設に当たっては、トンネル藤沢側にするか六会側にするかで、話合いが行われた。
- 1970年（昭和45年）5月：橋上駅舎完成、使用開始[1]。
- 2001年（平成13年）2月：エレベーター新設。
- 2005年（平成17年）：待合室新設。
- 2008年（平成20年）11月19日：駅売店をOX SHOPへ改装。
- 2012年（平成24年）7月：行先案内表示器新設、使用開始[2]。
- 2018年（平成30年）8月：改札横のOX SHOP閉店。

### 駅名の由来
江戸時代初期に「善行寺」という寺があったことから、集落名を善行（寺）という。

## 駅構造
相対式ホーム2面2線を有する地上駅。橋上駅舎を備える。線路は掘割部にある。上下ホームにそれぞれ待合室が設置されている。エレベーターは東口・西口・各ホームと改札階間を連絡している。トイレはオストメイト対応となっている。

### のりば
| ホーム | 路線     | 方向 | 行先                          |
| ------ | -------- | ---- | ----------------------------- |
| 1      | 江ノ島線 | 下り | 藤沢・片瀬江ノ島方面          |
| 2      | 江ノ島線 | 上り | 新宿・相模大野・ 千代田線方面 |

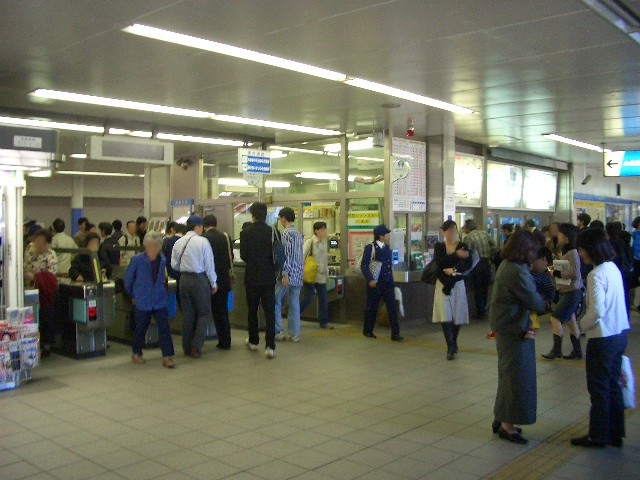
改札口（2004年11月）
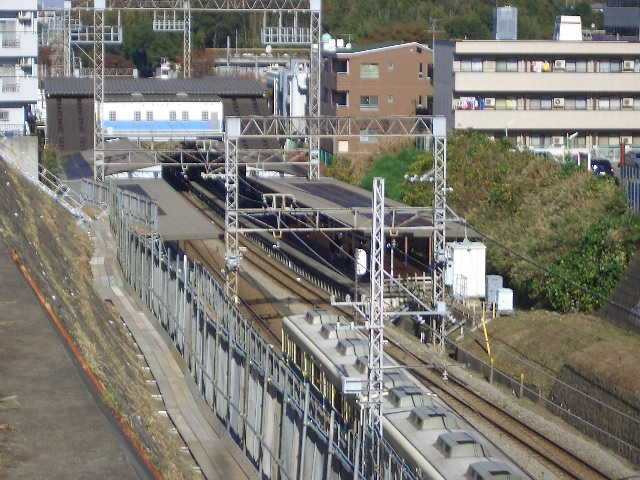
藤沢方高台よりホームを見る（2004年11月）

## 利用状況
2024年度（令和6年度）の1日平均乗降人員は26,612人である（小田急線全70駅中41位）。
近年の1日平均乗降・乗車人員の推移は以下の通り。
| 年度               | 1日平均 乗降人員 | 1日平均 乗車人員 | 出典                |
| ------------------ | ---------------- | ---------------- | ------------------- |
| 1995年（平成07年） |                  | 15,061           | [ 神奈川県統計 1 ]  |
| 1998年（平成10年） |                  | 14,922           | [ 神奈川県統計 2 ]  |
| 1999年（平成11年） |                  | 14,393           | [ 神奈川県統計 3 ]  |
| 2000年（平成12年） |                  | 14,135           | [ 神奈川県統計 3 ]  |
| 2001年（平成13年） |                  | 13,987           | [ 神奈川県統計 4 ]  |
| 2002年（平成14年） | 27,865           | 13,819           | [ 神奈川県統計 5 ]  |
| 2003年（平成15年） | 27,788           | 13,744           | [ 神奈川県統計 6 ]  |
| 2004年（平成16年） | 26,703           | 13,646           | [ 神奈川県統計 7 ]  |
| 2005年（平成17年） | 26,354           | 13,493           | [ 神奈川県統計 8 ]  |
| 2006年（平成18年） | 26,624           | 13,627           | [ 神奈川県統計 9 ]  |
| 2007年（平成19年） | 27,127           | 13,816           | [ 神奈川県統計 10 ] |
| 2008年（平成20年） | 27,168           | 13,778           | [ 神奈川県統計 11 ] |
| 2009年（平成21年） | 26,528           | 13,422           | [ 神奈川県統計 12 ] |
| 2010年（平成22年） | 26,714           | 13,484           | [ 神奈川県統計 13 ] |
| 2011年（平成23年） | 26,266           | 13,262           | [ 神奈川県統計 14 ] |
| 2012年（平成24年） | 26,699           | 13,459           | [ 神奈川県統計 15 ] |
| 2013年（平成25年） | 26,991           | 13,602           | [ 神奈川県統計 16 ] |
| 2014年（平成26年） | 26,722           | 13,412           | [ 神奈川県統計 17 ] |
| 2015年（平成27年） | 27,176           | 13,642           | [ 神奈川県統計 18 ] |
| 2016年（平成28年） | 26,924           | 13,518           | [ 神奈川県統計 19 ] |
| 2017年（平成29年） | 26,968           | 13,536           | [ 神奈川県統計 20 ] |
| 2018年（平成30年） | 27,070           | 13,575           | [ 神奈川県統計 21 ] |
| 2019年（令和元年） | 27,011           | 13,539           | [ 神奈川県統計 22 ] |
| 2020年（令和02年） | 20,959           | 10,501           | [ 神奈川県統計 23 ] |
| 2021年（令和03年） | 22,513           | 11,282           | [ 神奈川県統計 24 ] |
| 2022年（令和04年） | 24,552           |                  |                     |
| 2023年（令和05年） | 25,800           |                  |                     |
| 2024年（令和06年） | 26,612           |                  |                     |

## 駅周辺

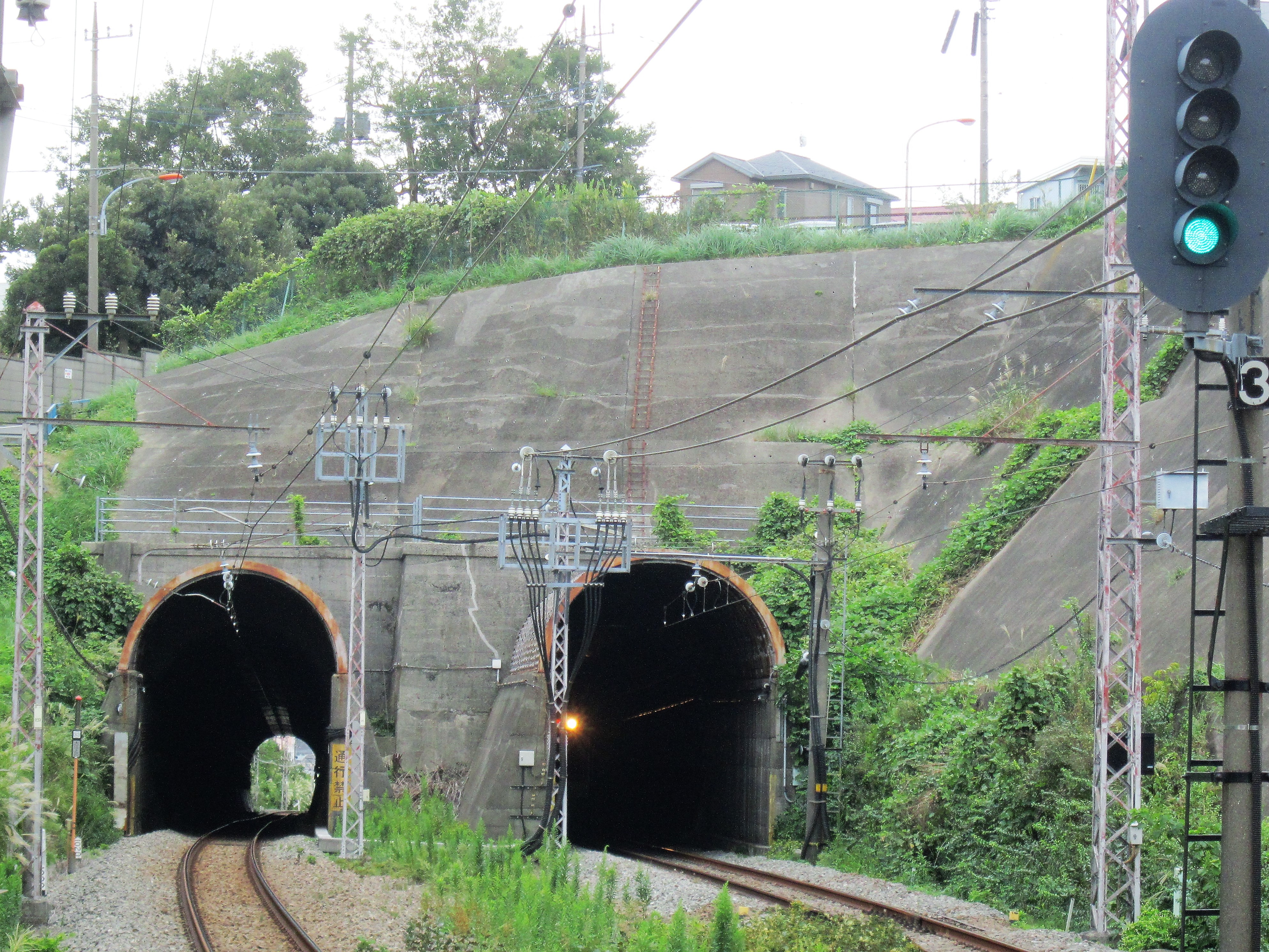
駅南側のトンネル

駅南側（藤沢駅側）には、江ノ島線で唯一のトンネルがある。六会日大前駅にかけては田園風景が広がる。坂が多い場所で、駅は丘陵中央付近に立地するため、どこへ行くにも上り下りが必要である。駅付近の丘陵にはかつて藤沢カントリー倶楽部があったが戦時下、海軍に徴用され藤沢海軍航空隊が新設された。また、現在、荏原製作所などが存在する一帯に海軍藤沢飛行場が建設された。
西口
神奈川中央交通のバス停があるロータリー中央にはタクシー乗り場、ロータリーを取囲むように有料駐輪場がある。西口より真直ぐ西に向かうと現れる下り坂は、富士山の眺めが良いことから地元では富士見坂と呼ばれる場合があるが、公式な地名ではない。
東口
東口にもロータリーが存在し、荏原湘南スポーツセンターやマンションの送迎バス発着に使用されている。駅に近接して神奈川県立スポーツセンターや高校などの教育施設がある。

### バス路線
最寄停留所は、西口ロータリーにある善行駅となる。以下の路線が乗り入れ、神奈川中央交通により運行されている。
|       | 乗り場                                                                      | 系統 | 主要経由地                       | 行先             |
| ----- | --------------------------------------------------------------------------- | ---- | -------------------------------- | ---------------- |
| 西 口 | 1番                                                                         | 善01 | 団地入口                         | 善行団地         |
| 西 口 | 1番                                                                         | 善04 | 善行台                           | 善行団地         |
| 西 口 | 1番                                                                         | 善05 | 善行坂                           | 善行駅           |
| 西 口 | 1番                                                                         | 善06 | 団地入口                         | 善行駅           |
| 西 口 | 2番                                                                         | 善02 | 中央卸売市場                     | 老人センター     |
| 西 口 | 2番                                                                         | 善03 | 大六天・駒寄                     | 湘南ライフタウン |
| 西 口 | 2番                                                                         | 藤36 | 台町・本町交番前・南仲通り       | 藤沢駅北口       |
| 西 口 | 2番                                                                         | 藤36 | 台町・本町交番前・遊行通り四丁目 | 藤沢駅北口       |
| 西 口 | 2番                                                                         | 藤46 | 善行・市民病院・藤沢公民館前     | 藤沢駅北口       |
| 西 口 | 備考 ・老人センター行は藤沢市老人福祉センターやすらぎ荘休館日は運休となる。 |      |                                  |                  |

## 当駅を舞台とした作品
- ベイビーステップ：当駅周辺が舞台のモデルとなる作品。駅階段や周辺の建物が正確に描かれている。
- 『Just Because!』 2017年、第2話、テレビアニメ：森川葉月の最寄駅が当駅と言う設定。駅改札や駅前等正確に描かれている。
- 「日産火曜劇場・木下恵介アワー『兄弟』」（'69 - '70）。主人公（兄弟）の家の最寄駅。橋上駅舎化直前の様子が見られる。

## 隣の駅
小田急電鉄
 江ノ島線

■快速急行・■急行
通過
■各駅停車
六会日大前駅 (OE 10) - 善行駅 (OE 11) - 藤沢本町駅 (OE 12)